# سیلئا
سیلئا (به ایتالیایی: Silea) یک کومونه در ایتالیا است که در استان ترویزو واقع شده‌است. سیلئا ۱۸٫۷ کیلومتر مربع مساحت و ۹٬۷۶۷ نفر جمعیت دارد.